# Inthanousone
Inthanousone Souvankhanm (ur. 11 kwietnia 1975) – laotański zapaśnik walczący w stylu klasycznym.
Złoty medalista igrzysk Azji Południowo-Wschodniej w 2009 roku.